# 欽敦江遊鰾條鰍
欽敦江遊鰾條鰍（學名：Physoschistura chindwinensis），為輻鰭魚綱鯉形目條鰍科遊鰾條鰍屬的其中一種。分布於亞洲印度曼尼普爾邦Lokchao河流域，體長可達4.5公分，棲息在河川底層水域，生活習性不明。

## 扩展阅读
維基物種上的相關：欽敦江遊鰾條鰍